# Couvreur-zingueur
Un couvreur-zingueur est un professionnel du bâtiment qui s'occupe des zingueries. Ils sont particulièrement représentés à Paris où les toits des immeubles haussmanniens sont en zinc.

## Le métier
Il intervient généralement avec le couvreur pour la pose des gouttières ou des chéneaux, des descentes d'eau pluviales et d'une manière générale participe à l'étanchéité à l'eau des toitures, en mettant en œuvre les raccordements entre les matériaux de couverture et les différents « accidents de toitures » : abergement de cheminées, raccords avec les fenêtres de toiture, gaines d'aération, couloirs, solin, noues, etc.
Il utilise principalement des tôles de différentes natures (cuivre, inox, zinc, acier galvanisé, aluminium  etc.). Il les façonne aux dimensions et formes voulues, et les pose par soudure ou par agrafage. Il intègre également les nouvelles normes environnementales, telle la pose d'isolant. Ils interagissent avec les ornemanistes, qui façonnent les métaux dans leur atelier afin de produire les ornements des toitures.
Le travail du couvreur-zingueur peut être également du ressort du plombier, renommé pour l'occasion plombier-zingueur.
Les savoir-faire du couvreur zingueur parisien est une pratique répertorié par l'inventaire du patrimoine culturel immatériel en France en 2017, et ont été inscrit avec ceux des ornemanistes au Patrimoine culturel immatériel de l'humanité. En effet, à Paris les célèbres immeubles haussmanniens sont couvert de zinc, faisant d'eux un élément iconique de la capitale française, dont les immeubles des rives de la Seine sont par ailleurs inscrit au Patrimoine mondial.

## L'équipement du zingueur

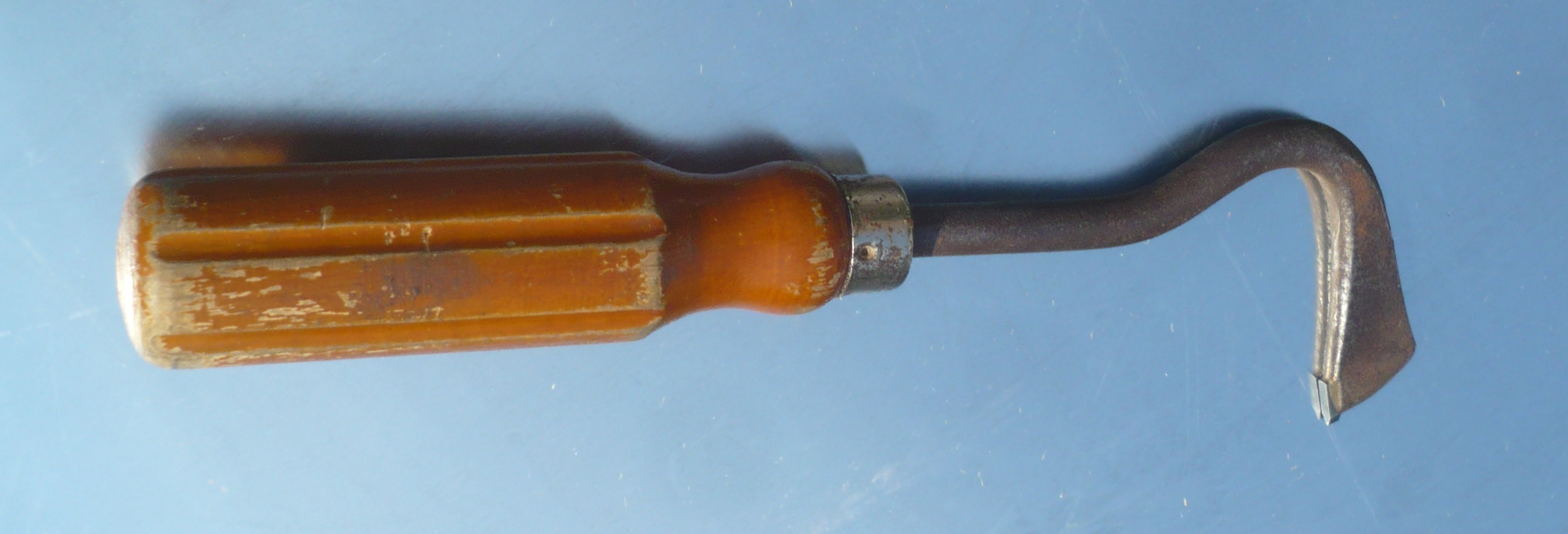
une griffe de zingueur
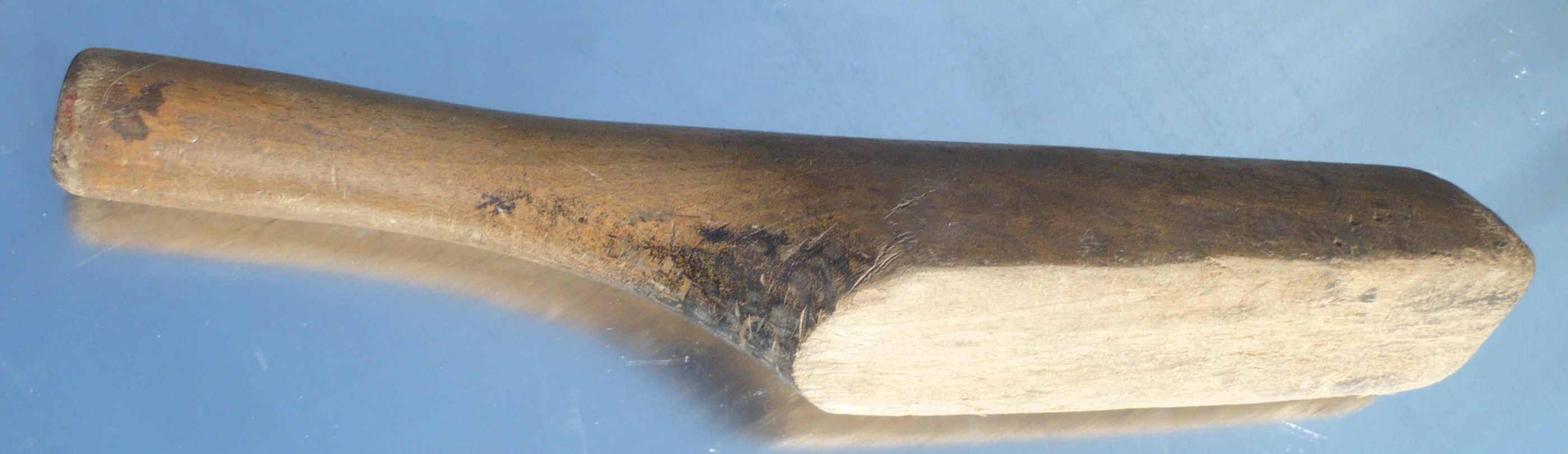
une batte
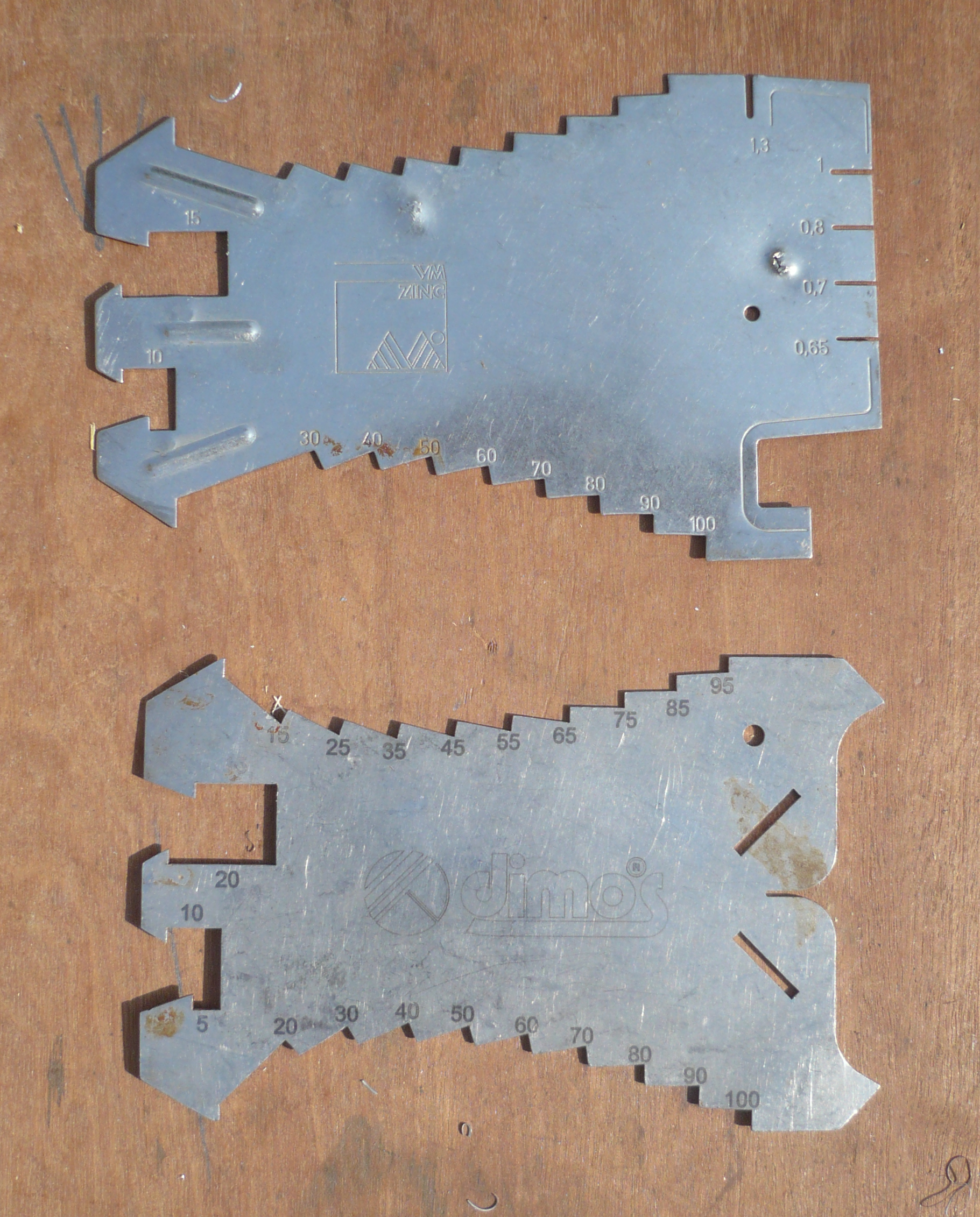
des tracettes
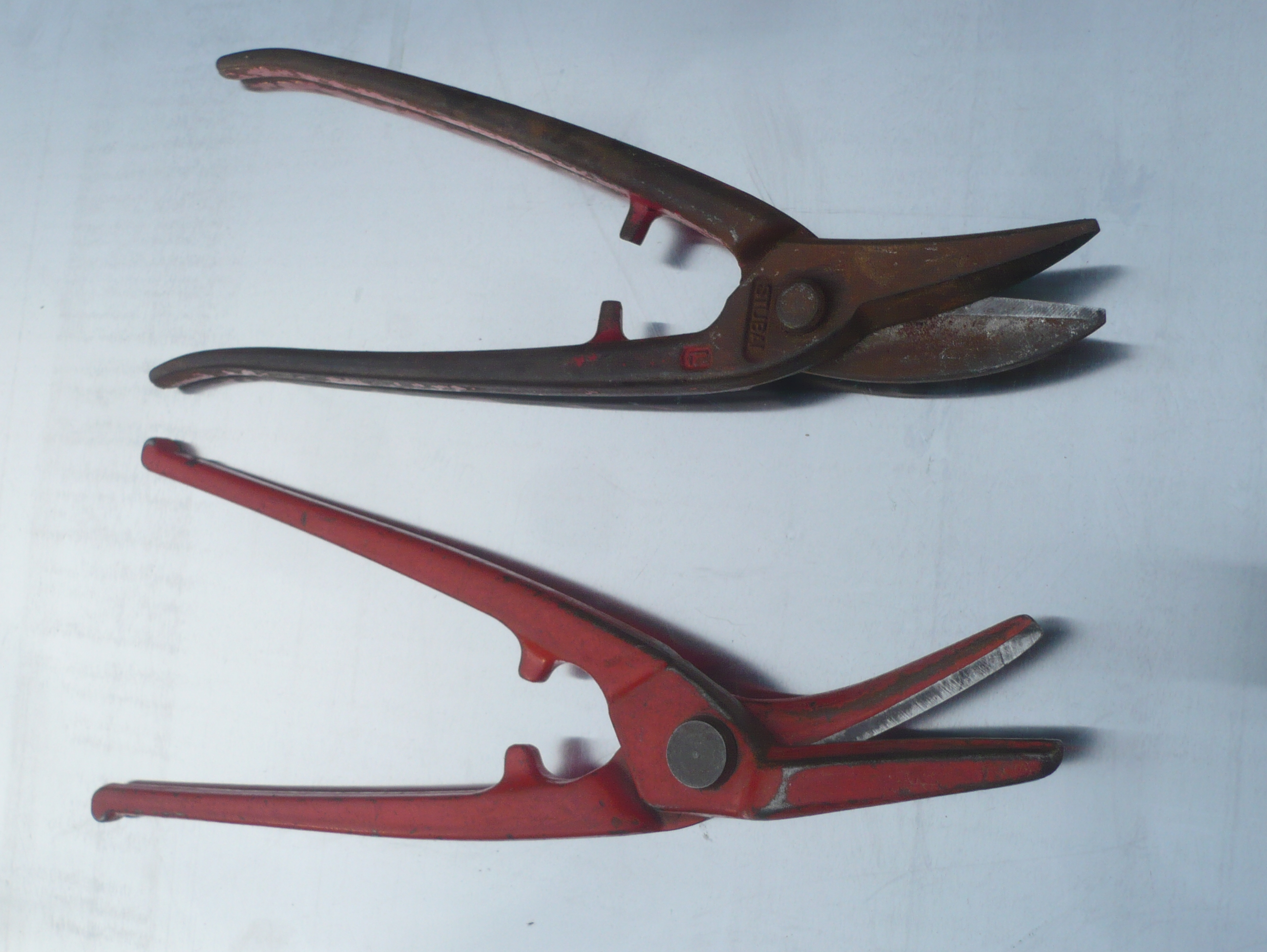
des cisailles
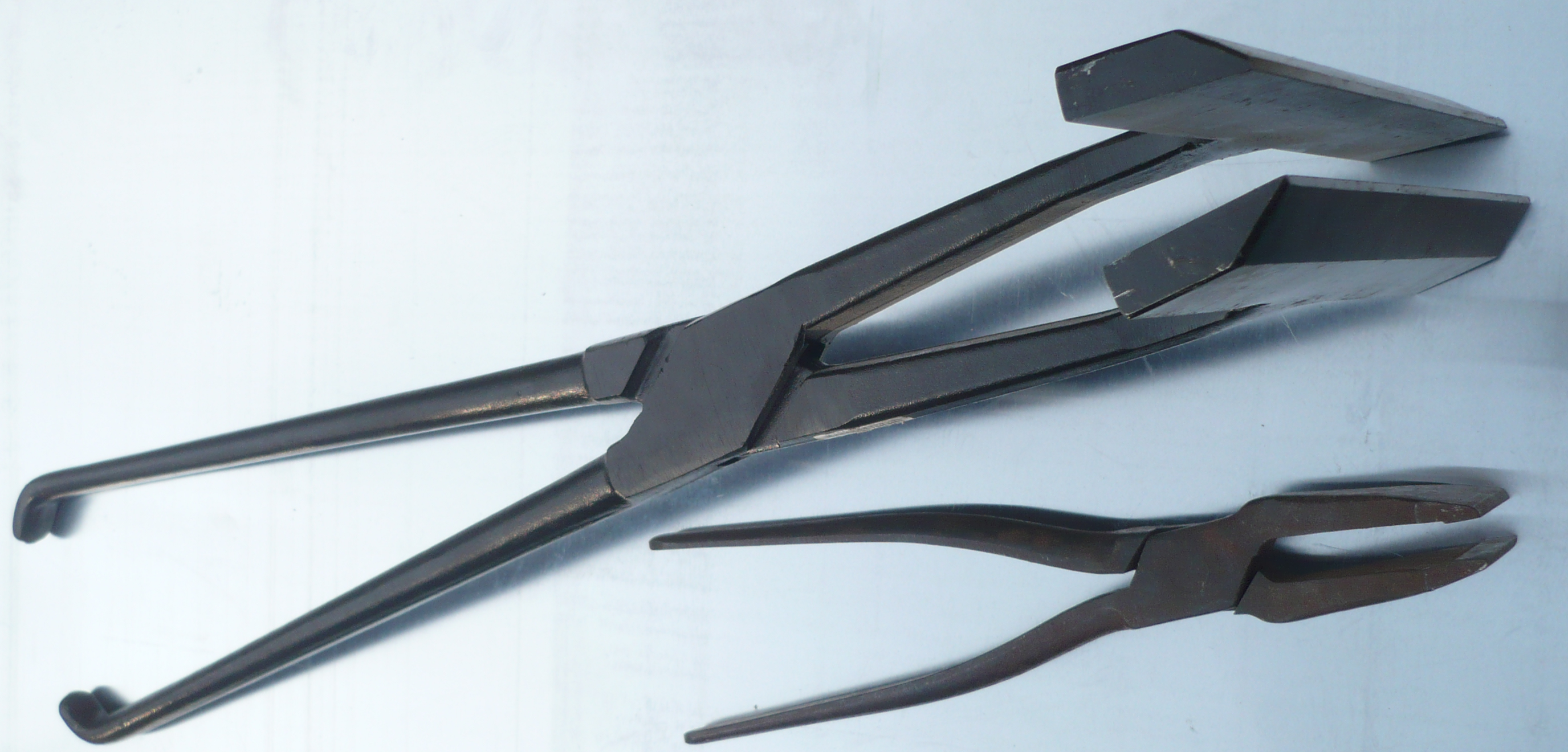
des pinces à border
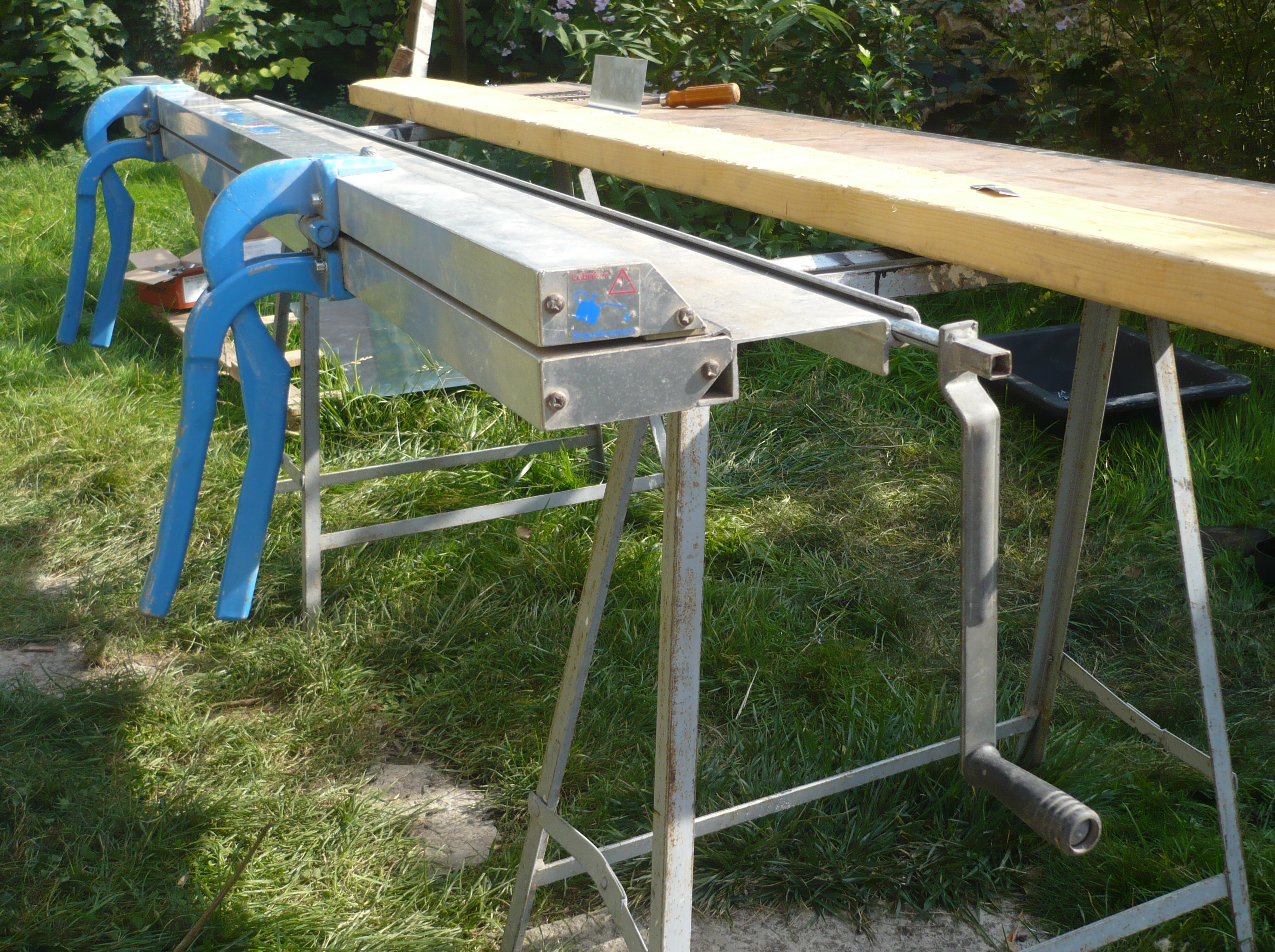
une plieuse parisienne et une ourleuse
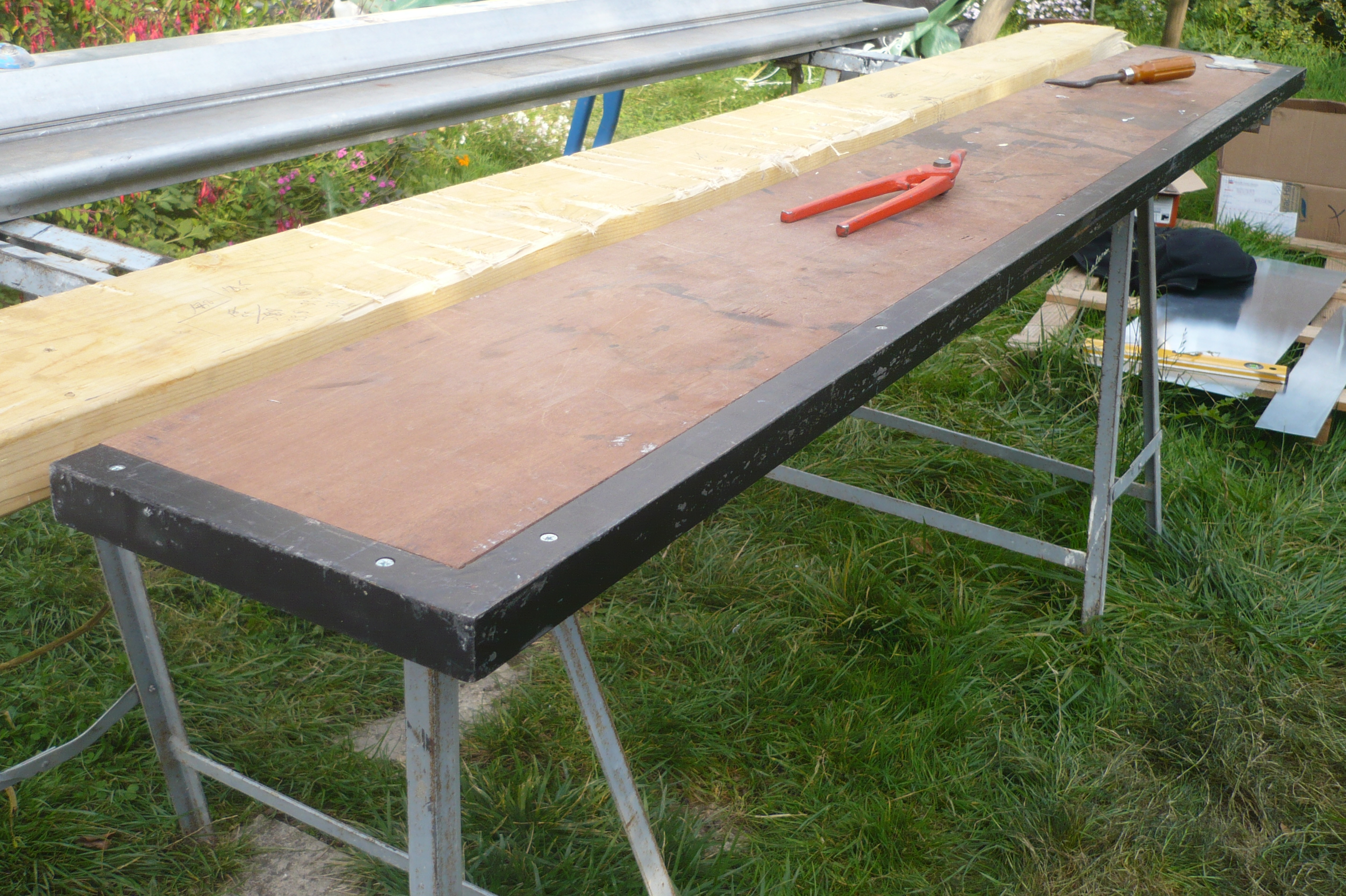
une planche à border
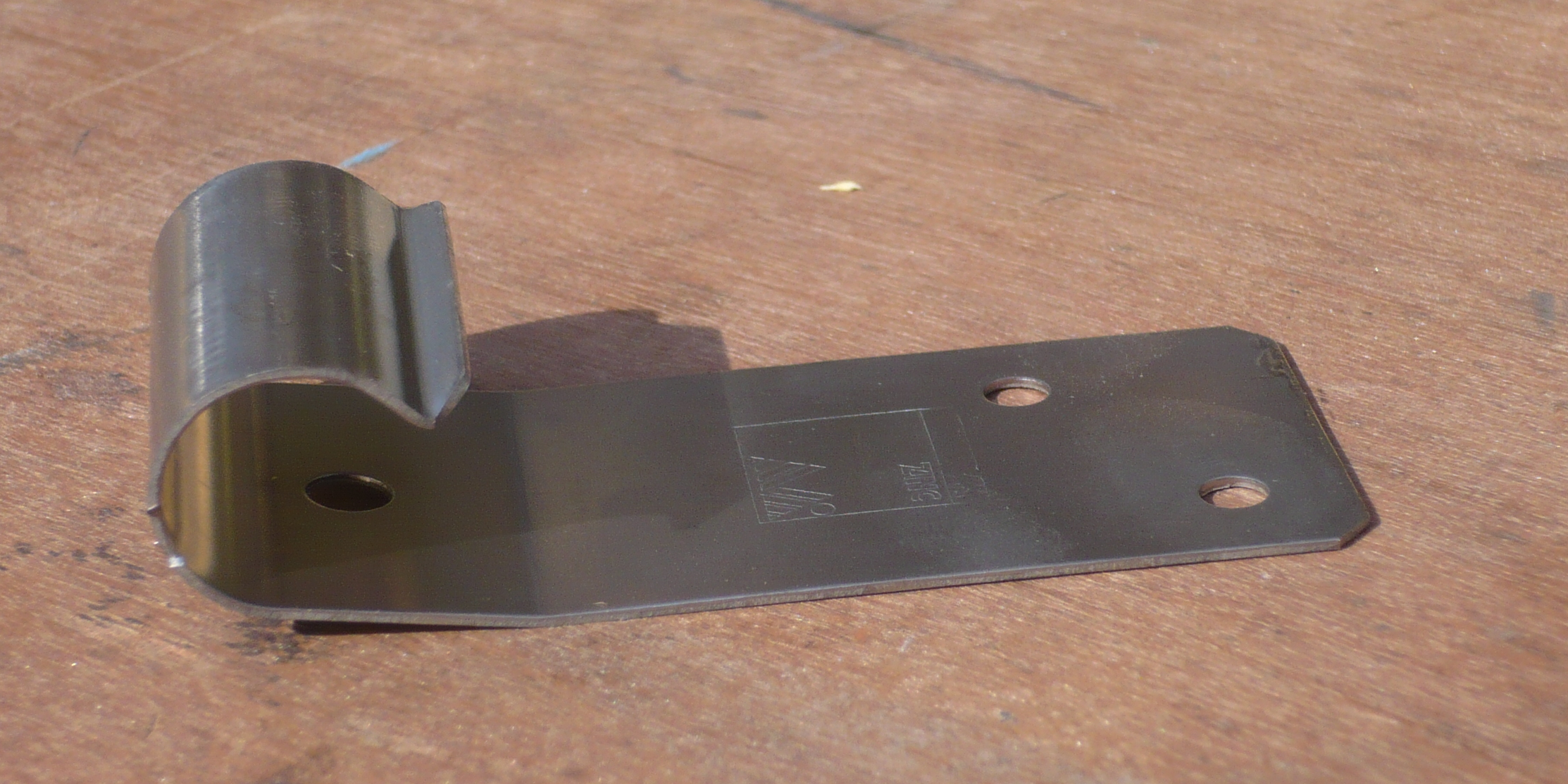
une patte à ourlet
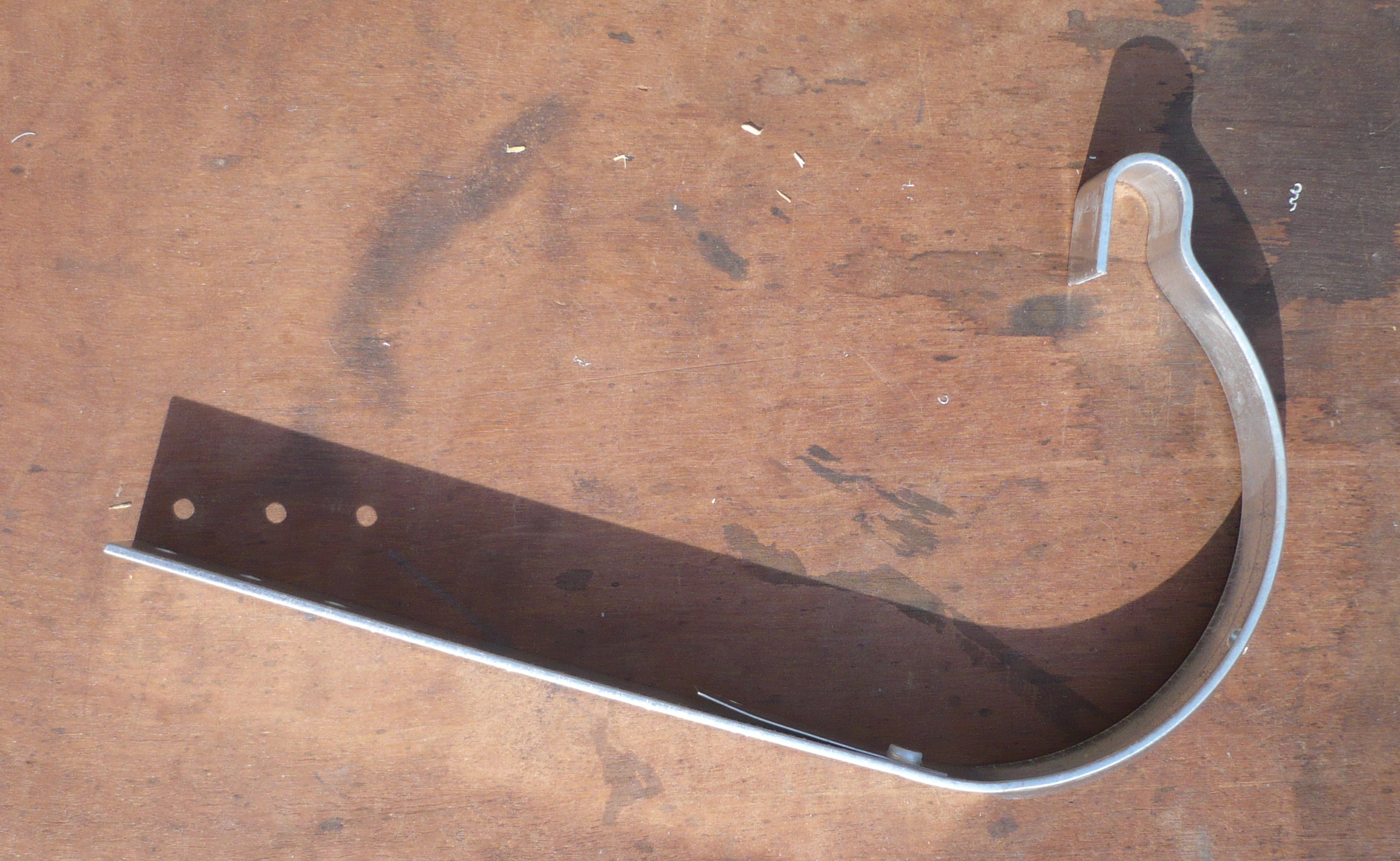
un crochet rouennais
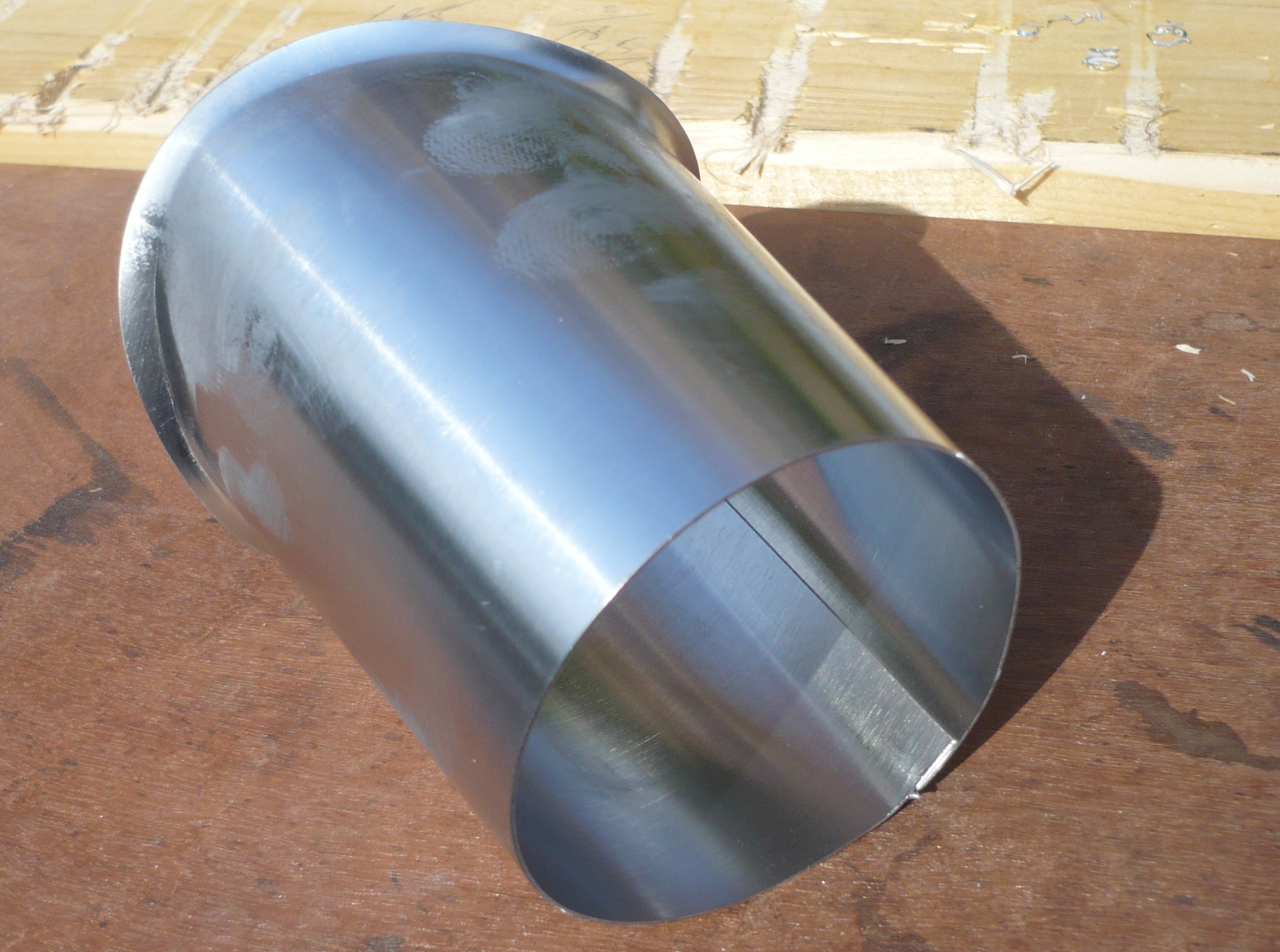
un moignon, ou "naissance"